# Автодорожный мост

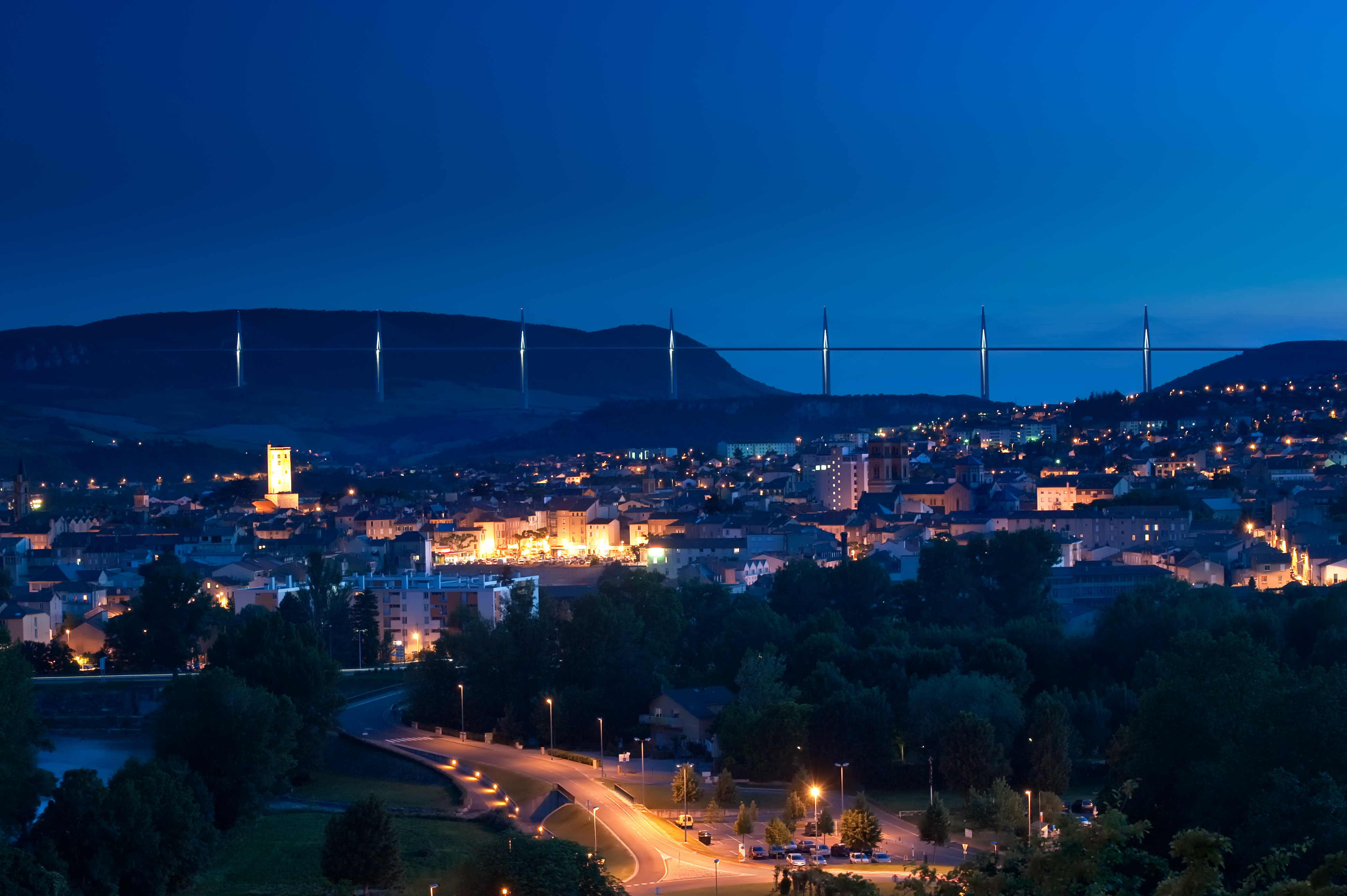
Виадук Мийо (Франция) — самый высокий автодорожный мост на планете (336,4 метра)

Автодорожный (автомобильный) мост — мост, созданный для передвижения по нему (как правило, через водную преграду) безрельсовых транспортных средств и пешеходов. Иногда в городах к автодорожным мостам относят и те, где, помимо дорожного полотна, проложены и трамвайные рельсы.

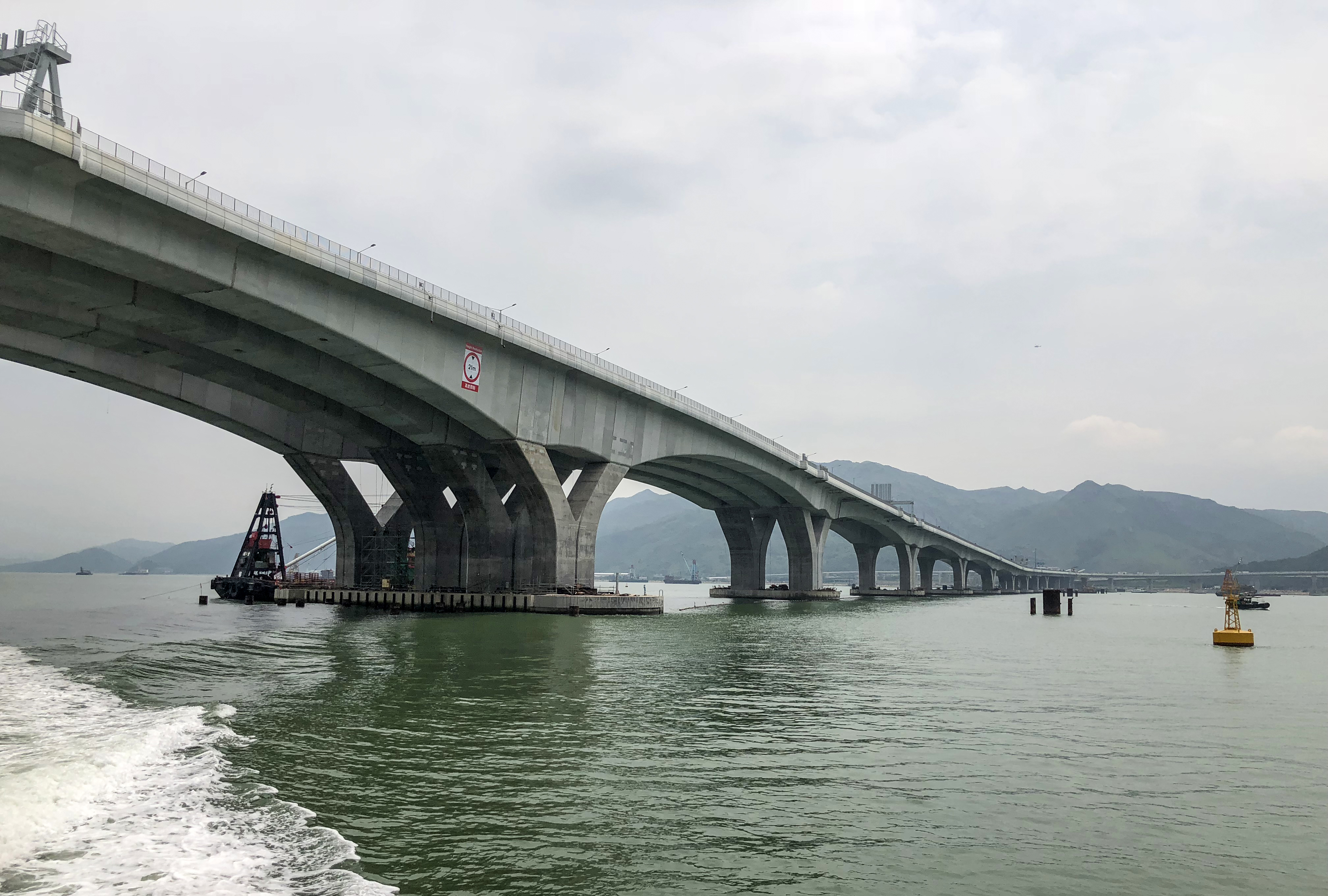
Мост Гонконг — Чжухай — Макао — самый длинный автодорожный мост в мире (55 км)

## Ширина автодорожных мостов
В «Большой российской энциклопедии» говорится, что «автодорожные мосты имеют ширину 9—30 м». Не так безаппеляционно о ширине автомобильных мостов пишет третье издание «Большой советской энциклопедии», где сказано: «обычно от 7 до 21 м.». Но наиболее точное определение дает изданный в 2004 году «Большой энциклопедический политехнический словарь», а именно: «Ширина проезжей части А. м. назначается с учётом местных условий и интенсивности движения». Возможно авторы «БРЭ» определяли ширину сложив ширину тротуара (не менее 1 метра), ограждения и две минимальных ширины полосы движения автомобильной дороги (3—3,75м.) и так получили минимальную ширину в 9 метров, но существует множество мостов с одной (реверсной) полосой движения и без тротуаров. Во избежание лобовых столкновений, движение по ним контролируется при помощи светофоров, либо знаками приоритета: «Преимущество перед встречным движением» и «Преимущество встречного движения» (подробнее см. ст. «Знаки преимущественного права проезда»).

## Материалы изготовления автодорожных мостов
Наиболее часто для постройки автодорожных мостов используются следующие строительные материалы: дерево, сталь и железобетон (как правило, сборный и предварительно напряжённый). Деревянные мосты значительно проще и дешевле, но на порядки уступают в грузоподъёмности остальным. В настоящее время некоторые мосты могут пропускать одиночные машины массой более 175 тонн и нагрузкой на одну ось более 250 кН (для сравнения: боевая масса танка Т-14 «Армата» составляет 55 тонн).

## Основные конструкции автодорожных мостов
Чаще всего строятся автодорожные мосты балочной конструкции, но нередко встречаются арочные, висячие, вантовые и др. Некоторые мосты делаются разводными (например: Мост Александра Невского в Санкт-Петербурге).

## Необходимость автодорожных мостов
Автодорожные мосты и связанная с ними инфраструктура, снижают уровень бедности, за счет увеличения торговли, оживления предпринимательства и снижения цен на товары, а также улучшают социально-бытовые условия и возможности населения. Развитая сеть автодорожных мостов позволяет распространять образовательные и медицинские услуги в ранее недоступных районах, а также помогает обслуживать население автомобилями скорой медицинской помощи, полиции, пожарных, спасательных, ремонтных и строительных служб.